# 구로카와 아쓰시
구로카와 아쓰시(일본어: 黒川 淳史, 1998년 2월 4일~)는 일본의 축구 선수이다.

## 구단 경력
그는 2016년 J1리그의 오미야 아르디자에 입단했다. 2018년 J2리그의 미토 홀리호크로 임대 이적했다. 2020년 오미야 아르디자로 복귀했다. 2022년 J1리그의 주빌로 이와타로 이적했다. 2023년 J2리그의 FC 마치다 젤비아로 이적했다.